# Epicentr-Podolany Horodok

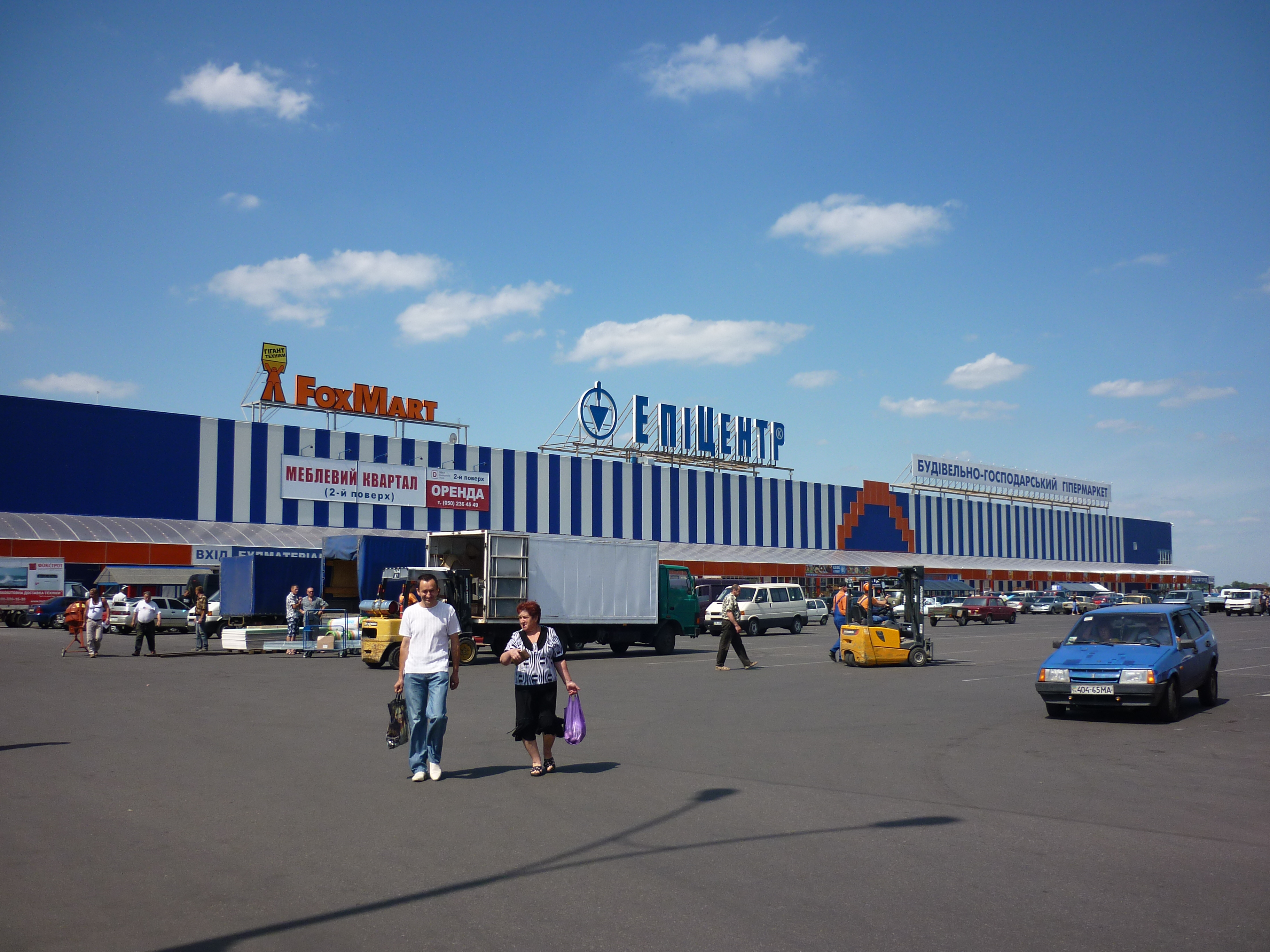
Sponsor Epicentr

Epicentr-Podolany Horodok (ukr. Епіцентр-Подоляни Городок) – ukraiński męski klub siatkarski z siedzibą w Gródku założony w 2018 roku. Od sezonu 2020/2021 występuje Superlidze w najwyższej klasie rozgrywkowej na Ukrainie.
Głównym sponsorem jest Epicentr, który jest krajową siecią sklepów na Ukrainie specjalizującą się w pracach remontowych i ogrodniczych.

## Bilans sezon po sezonie
| Sezon     | Rozgrywki ligowe | Rozgrywki ligowe | Puchar Ukrainy    | Puchary europejskie | Puchary europejskie |
| Sezon     | Poziom           | Miejsce          | Puchar Ukrainy    | Rozgrywki klubowe   | Osiągnięcie         |
| --------- | ---------------- | ---------------- | ----------------- | ------------------- | ------------------- |
| 2018/2019 | II liga          |                  | II runda          |                     |                     |
| 2019/2020 | I liga           | 1. miejsce       | III runda         |                     |                     |
| 2020/2021 | Superliga        | 2. miejsce       | półfinał          | Puchar Challenge    | ćwierćfinał         |
| 2021/2022 | Superliga        | 1. miejsce       | awans do IV rundy | Puchar Challenge    | 1/8 finału          |
| 2022/2023 | Superliga        | 2. miejsce       |                   | Puchar Challenge    | 1/16 finału         |
| 2023/2024 | Superliga        | 2. miejsce       | 1. miejsce        | Puchar CEV          | 1/32 finału         |
| 2024/2025 | Superliga        | 1. miejsce       | 1. miejsce        | Puchar Challenge    | 1/16 finału         |

Poziom rozgrywek:
     pierwszy, najwyższy ogólnokrajowy
     drugi
     trzeci
     czwarty
     piąty

## Sukcesy
Mistrzostwo Ukrainy:
- 2022[2], 2025[3]
- 2021, 2023[4], 2024[5]

Puchar Ukrainy:
- 2024[6], 2025[7]

Puchar Ligi Ukraińskiej:
- 2022[8]

Superpuchar Ukrainy:
- 2023[9], 2024

## Kadra

### Sezon 2023/2024[10]
Pierwszy trener:  Maurício Paes
| Nr | Imię i nazwisko     | Data ur.   | Wzrost | Pozycja      |
| -- | ------------------- | ---------- | ------ | ------------ |
| 1  | Denys Fomin         | 21.07.1986 | 177    | libero       |
| 2  | Maksym Drozd        | 05.08.1991 | 208    | środkowy     |
| 3  | Wołodymyr Ostapenko | 28.07.1998 | 198    | środkowy     |
| 4  | Gijs Jorna          | 30.05.1989 | 196    | przyjmujący  |
| 5  | Jewhenij Kisiluk    | 27.01.1995 | 197    | przyjmujący  |
| 6  | Michal Finger       | 02.09.1993 | 201    | atakujący    |
| 7  | Ołeksandr Nałożnyj  | 24.07.1996 | 196    | przyjmujący  |
| 8  | Ołeksandr Kowal     | 10.02.1999 | 198    | środkowy     |
| 9  | Yaoussia Kavogo     | 24.05.2003 | 199    | przyjmujący  |
| 11 | Władysław Didenko   | 29.09.1992 | 190    | rozgrywający |
| 13 | Andrij Żukow        | 25.03.1999 | 185    | libero       |
| 14 | Eemi Tervaportti    | 26.07.1989 | 193    | rozgrywający |
| 18 | Wołodymyr Sydorenko | 05.10.1988 | 208    | przyjmujący  |
| 24 | Artem Smolar        | 04.02.1985 | 209    | środkowy     |
| 42 | Danyło Urywkin      | 27.05.2001 | 197    | atakujący    |

### Sezon 2022/2023
Pierwszy trener:  Mariusz Sordyl
| Nr | Imię i nazwisko     | Data ur.   | Wzrost | Pozycja      |
| -- | ------------------- | ---------- | ------ | ------------ |
| 1  | Denys Fomin         | 21.07.1986 | 177    | libero       |
| 2  | Maksym Drozd        | 05.08.1991 | 208    | środkowy     |
| 4  | Wołodymyr Ostapenko | 28.07.1998 | 198    | środkowy     |
| 5  | Jewhenij Kisiluk    | 27.01.1995 | 197    | przyjmujący  |
| 6  | Ivan Raič           | 03.06.1989 | 204    | atakujący    |
| 7  | Horden Browa        | 08.04.1991 | 190    | libero       |
| 8  | Ołeksandr Kowal     | 10.02.1999 | 198    | środkowy     |
| 11 | Władysław Didenko   | 29.09.1992 | 190    | rozgrywający |
| 12 | Serhij Jewstratow   | 24.08.1993 | 190    | rozgrywający |
| 17 | Jurij Tomyn         | 23.12.1988 | 198    | atakujący    |
| 18 | Wołodymyr Sydorenko | 05.10.1988 | 208    | przyjmujący  |
| 19 | Andrij Rohożyn      | 13.07.1997 | 203    | środkowy     |
| 20 | Ołeksandr Nałożnyj  | 24.07.1996 | 196    | przyjmujący  |
| 22 | Nikołaj Penczew     | 22.05.1992 | 196    | przyjmujący  |

### Sezon 2021/2022
Pierwszy trener:  Mariusz Sordyl
| Nr | Imię i nazwisko     | Data ur.   | Wzrost | Pozycja      |
| -- | ------------------- | ---------- | ------ | ------------ |
| 1  | Denys Fomin         | 21.07.1986 | 177    | libero       |
| 2  | Maksym Drozd        | 05.08.1991 | 208    | środkowy     |
| 4  | Wołodymyr Ostapenko | 28.07.1998 | 198    | środkowy     |
| 5  | Jewhenij Kisiluk    | 27.01.1995 | 197    | przyjmujący  |
| 7  | Horden Browa        | 08.04.1991 | 190    | libero       |
| 8  | Alen Didović        | 08.01.1997 | 193    | przyjmujący  |
| 10 | Jurij Semeniuk      | 12.05.1994 | 210    | środkowy     |
| 11 | Władysław Didenko   | 29.09.1992 | 190    | rozgrywający |
| 12 | Serhij Jewstratow   | 24.08.1993 | 190    | rozgrywający |
| 14 | Dmytro Wijecki      | 19.02.1998 | 202    | atakujący    |
| 15 | Artur Szalpuk       | 20.03.1995 | 201    | przyjmujący  |
| 17 | Jurij Tomyn         | 23.12.1988 | 198    | atakujący    |
| 18 | Wołodymyr Sydorenko | 05.10.1988 | 208    | przyjmujący  |
| 19 | Andrij Rohożyn      | 13.07.1997 | 203    | środkowy     |

### Sezon 2020/2021
Pierwszy trener:  Jurij Melnyczuk / (od 26.03.2021)  Walerij Paramej
| Nr | Imię i nazwisko     | Data ur.   | Wzrost | Pozycja      |
| -- | ------------------- | ---------- | ------ | ------------ |
| 1  | Denys Fomin         | 21.07.1986 | 177    | libero       |
| 3  | Rusłan Osypenko     | 01.11.1999 | 197    | środkowy     |
| 4  | Wołodymyr Ostapenko | 28.07.1998 | 198    | środkowy     |
| 5  | Illa Hłabaj         | 02.08.1997 | 193    | atakujący    |
| 6  | Ołeksandr Buzduhan  | 06.04.1995 | 197    | przyjmujący  |
| 7  | Dmytro Suchinin     | 15.06.1987 | 195    | przyjmujący  |
| 8  | Bohdan Sereda       | 26.03.1983 | 193    | rozgrywający |
| 9  | Jurij Palasiuk      | 06.05.1987 | 201    | środkowy     |
| 10 | Andrij Orobko       | 10.08.1997 | 202    | środkowy     |
| 11 | Władysław Didenko   | 29.09.1992 | 190    | rozgrywający |
| 13 | Ihor Witiuk         | 29.01.1988 | 197    | przyjmujący  |
| 16 | Danyło Anochin      | 17.07.1997 | 187    | libero       |
| 17 | Jurij Tomyn         | 23.12.1988 | 198    | atakujący    |
| 18 | Wołodymyr Sydorenko | 05.10.1988 | 208    | przyjmujący  |
| 44 | Marko Nikolić       | 22.06.1990 | 193    | przyjmujący  |

### Sezon 2019/2020
Pierwszy trener:  Wadym Kulpa
| Nr | Imię i nazwisko    | Data ur.   | Wzrost | Pozycja      |
| -- | ------------------ | ---------- | ------ | ------------ |
| 1  | Bohdan Sereda      | 26.03.1983 | 193    | rozgrywający |
| 2  | Andrij Orłowski    | 02.01.1984 | 197    | środkowy     |
| 3  | Andrij Sobko       | 10.10.1987 | 200    | środkowy     |
| 7  | Serhij Ławrenczuk  | 28.08.1987 | 185    | przyjmujący  |
| 8  | Mychajło Hławczuk  | 21.11.1988 | 201    | środkowy     |
| 9  | Jurij Palasiuk     | 05.06.1987 | 201    | środkowy     |
| 10 | Dmytro Nadopt      | 30.06.1983 | 191    | przyjmujący  |
| 11 | Ołeksandr Derhunow | 07.04.1984 | 202    | atakujący    |
| 12 | Roman Oliszczuk    | 19.02.1992 | 202    | atakujący    |
| 13 | Ihor Witiuk        | 29.01.1988 | 197    | przyjmujący  |
| 17 | Rusłan Osypenko    | 11.01.1999 | 197    | środkowy     |
| 18 | Maksym Turyk       | 15.11.1993 | 192    | przyjmujący  |
| 77 | Dmytro Kozłowski   | 26.04.1987 | 192    | rozgrywający |